# Pocari Sweat
La Pocari Sweat (ポカリスエット?, pokarisuetto) è una bevanda isotonica giapponese prodotta dalla Otsuka Pharmaceutical, una società farmaceutica con sede a Tokyo. È composta da cloruro di sodio, cloruro di potassio, lattato di calcio e carbonato di magnesio, il che, secondo la Otsuka Pharmaceutical, ne facilita l'assorbimento e l'assimilazione da parte del corpo umano, poiché quest'ultimo è costituito da liquidi di composizione simile. La bevanda è stata commercializzata come uno sport drink isotonico, ossia che contiene la stessa quantità di sali minerali presenti nel plasma umano: ciò la renderebbe rapidamente digeribile, così che possa andare a sostituire i liquidi corporei persi durante l'attività sportiva.

## Origine del nome
La parola "Pocari" non ha alcun significato particolare nella lingua giapponese: è stata ideata semplicemente per richiamare un'idea di freschezza e leggerezza in chi la legge e per creare un effetto kawaii.
Per via della componente "Sweat", che in inglese significa "sudore", il nome della bevanda è stato spesso ridicolizzato dal pubblico occidentale, poiché suggerisce che il sudore faccia parte degli ingredienti. In verità "sweat" indica la funzione della bevanda, ossia quella di reintegrare gli elettroliti persi durante la sudorazione. Si tratta di un wasei-eigo: una parola originariamente inglese che ha subito un lieve spostamento semantico (in questo caso connotativo) nel passaggio alla lingua giapponese.

## Storia
Negli anni '80, Rokuro Harima, un dipendente della Otsuka Pharmaceutical, venne ricoverato in ospedale, durante un viaggio in Messico, a causa di un'infezione gastrointestinale. Il dottore gli consigliò semplicemente di bere molta acqua e di assumere i nutrienti necessari. Questo gli diede l'idea di creare una bevanda che, oltre a fornire una corretta idratazione, avrebbe anche contribuito a soddisfare il fabbisogno nutrizionale del corpo. Tornato in Giappone, Rokuro notò che un dottore, dopo aver completato un'ardua operazione chirurgica, aveva aperto una sacca di soluzione endovenosa per potersi rinfrescare. La sua idea iniziò quindi a prendere forma, anche grazie al fatto che la Otsuka Pharmaceutical fosse specializzata nella produzione di soluzioni per la fleboclisi. Creare una bevanda che avesse le proprietà rinfrescanti dei liquidi usati per le terapie endovenose e, al contempo, che fosse gradevole al palato, si rivelò estremamente difficile: inizialmente ogni tentativo risultava in una soluzione dal sapore molto amaro, ma alla fine i ricercatori della Otsuka si accorsero che il succo di limone in polvere era in grado di coprire quel gusto amaro.
La Pocari Sweat divenne molto popolare in Giappone e, ben presto, per approfittare del successo, vennero introdotte sul mercato bevande simili come, per esempio, l'Aquarius della Coca-Cola Company. La compagnia riuscì ad accedere al mercato straniero nel 1982, quando iniziò a vendere anche a Hong Kong. L'anno successivo approdò a Singapore e, nel 1987, in Corea del Sud.
Al giorno d'oggi la bevanda si può acquistare in 17 paesi, tra cui la Cina continentale, il Vietnam, l'Arabia Saudita e l'Oman. Nei paesi europei e negli Stati Uniti, tuttavia, non è riuscita a prendere piede per via della posizione dominante occupata sul mercato dalla Gatorade.

### Successo di marketing
Negli anni '90 il valore totale delle bottigliette vendute al di fuori del Giappone superò 1 miliardo di dollari: senza considerare quelle alcoliche, la Pocari Sweat era la bevanda giapponese più conosciuta e più venduta all'estero.
Le strategie di marketing variavano di paese in paese a seconda delle differenze culturali. Per esempio, in Giappone le pubblicità della bevanda si riferivano spesso al bisogno di una corretta idratazione avvertita dal corpo umano in seguito a un bagno caldo o a una sbornia. Tale approccio facilitò l'ingresso della bevanda nelle Filippine, ma doveva essere completamente modificato per far sì che potesse accedere senza problemi anche al mercato indonesiano, dove la doccia era più comune del bagno e dove, per via di consuetudini di derivazione islamica, l'ubriachezza in sé rappresentava un tabù. Nel 2010 ci fu un'epidemia di dengue in Indonesia: l'occasione venne sfruttata dalla Otsuka Pharmaceutical, la quale fece leva sulle proprietà idratanti della bevanda per promuovere la propria immagine nel paese. Essa iniziò ben presto ad essere consigliata dagli operatori sanitari e, in seguito, riuscì a conquistare il pubblico indonesiano che, al giorno d'oggi, rappresenta il mercato più grande e redditizio al di fuori dei confini del Giappone.
Per diffondere ulteriormente il proprio prodotto sia nel mercato domestico che in quello internazionale, la Otsuka Pharmaceutical è spesso alla ricerca di brand ambassador che possano promuovere la bevanda a un nuovo pubblico: per esempio, nel 2019, in occasione degli imminenti giochi olimpici a Tokyo, tale ruolo venne conferito a Hatsune Miku.

### Progetto della capsula lunare
Nel 2014 la Pocari Sweat iniziò a pianificare un "approdo" sulla luna: la compagnia avrebbe approfittato del lancio di un Falcon 9 della SpaceX, previsto per l'ottobre del 2015, per mandare una lattina della propria bevanda isotonica sul suolo lunare. Lo stunt pubblicitario venne indirizzato principalmente ai bambini che sognano di diventare astronauti: il primo di loro che fosse riuscito a mettere piede sulla luna si sarebbe potuto impossessare di tale lattina e berne il contenuto. Per questo motivo la Otsuka Pharmaceutical incaricò l'Astroscale, una compagnia singaporiana, per progettare un contenitore speciale che potesse preservare la bevanda, nel suo formato in polvere, per lungo tempo sulla superficie della luna. Il primo astronauta che avrà tra le mani tale lattina dovrà utilizzare l'acqua della superficie lunare per ricreare la bevanda isotonica.
Il lancio della lattina non ebbe luogo nel 2015, ma il progetto di mandarla sulla luna continuò comunque ad essere promosso dalla Otsuka Pharmaceutical. Stando ai progetti odierni, il lancio avverrà nel 2021, a bordo di un rover lunare della Astrobotic Technology.

## Logo e confezioni
Negli anni '80, in Giappone, il blu, insieme agli altri colori freddi, non veniva mai utilizzato per le confezioni alimentari. Per questo motivo, quando le lattine della Pocari Sweat vennero introdotte sul mercato, ci fu un relativo interesse da parte del pubblico. Il blu rappresenta il mare, simbolo della freschezza; tale immagine è ulteriormente accentuata dall'elemento visivo in bianco che simula il movimento di un'onda. Quest'ultima è anche una rappresentazione astratta delle curve di un grafico che mette a confronto il tasso di assorbimento dell'acqua e quello della Pocari Sweat. Sia il colore che il logo sono rimasti invariati nel corso dei decenni, poiché essenziali per il mantenimento di un'identità del marchio caratteristica. Il designer grafico che si occupò del branding della bevanda era Helmud Schmid, di origini austriache: egli sostenne che il nome "Pocari Sweat" fosse molto lungo e che, per poter comunque creare un forte impatto visivo, avesse dovuto disporre le parole su due righe separate, inserendo poi uno spazio tra una lettera e l'altra.
Esistono diversi contenitori di Pocari Sweat: agli inizi veniva esclusivamente venduta in lattina; al giorno d'oggi, invece, il formato in bottiglia è molto più comune. Di seguito una lista di vari contenitori in cui la bevanda può essere trovata. (N.B. fuori dal Giappone il prodotto viene venduto generalmente in bottiglie da 500 ml.)
- Bottiglie in PET da 250, 500 e 900 ml;
- Bottiglie in PET da 1,5 e 2 l;
- Bottiglietta in alluminio da 300 ml;
- Lattine in alluminio da 245, 340 e 480 ml;
- Pocari Sweat in polvere in confezioni da 1 e 10 l;
- Gelatina in confezioni da 180 g;
- Miscela di ghiaccio da 100 g;
- Caraffe da 13 e 15 l.

Nel 2013 venne introdotta una versione del Pocari Sweat chiamata "Pocari Sweat Ion Water", con quantitativi ridimensionati di zucchero e un minore apporto calorico. In maniera simile alla Pocari Sweat "Stevia", venduta negli anni '90, che utilizzava l'estratto di stevia come dolcificante, il colore blu che caratterizza questa variante della bevanda originale è leggermente più chiaro. Di seguito una lista contenitori della Pocari Sweat Ion Water, acquistabili solamente in Giappone:
- Bottiglietta in PET da 250 ml;
- Bottiglie in PET da 500 e 900 ml;
- Pocari Sweat Ion Water in polvere in confezioni da 180 ml.

### Descrizione sul lato del contenitore
Di seguito una lista, in ordine cronologico, dei vari slogan che hanno accompagnato il logo di Pocari Sweat su tutte le confezioni della bevanda:
- 1980–1984: Alkaline Ion Drink (アルカリイオン飲料?, arukariion inryō)
- 1984–1986: Isotonic Drink (アイソトニックドリンク?, aisotonikku dorinku)
- 1986–1992: Ion Supply (イオンサプライ?, ion sapurai)
- 1992–1998: Refreshment Water (ボディリクエスト?, rifuresshumento uōtā)
- 1998–2002: Body Request (ボディリクエスト?, bodī rikuesuto)
- 2002–presente: Ion Supply Drink (nessuna traslitterazione in katakana)

## Galleria d'immagini

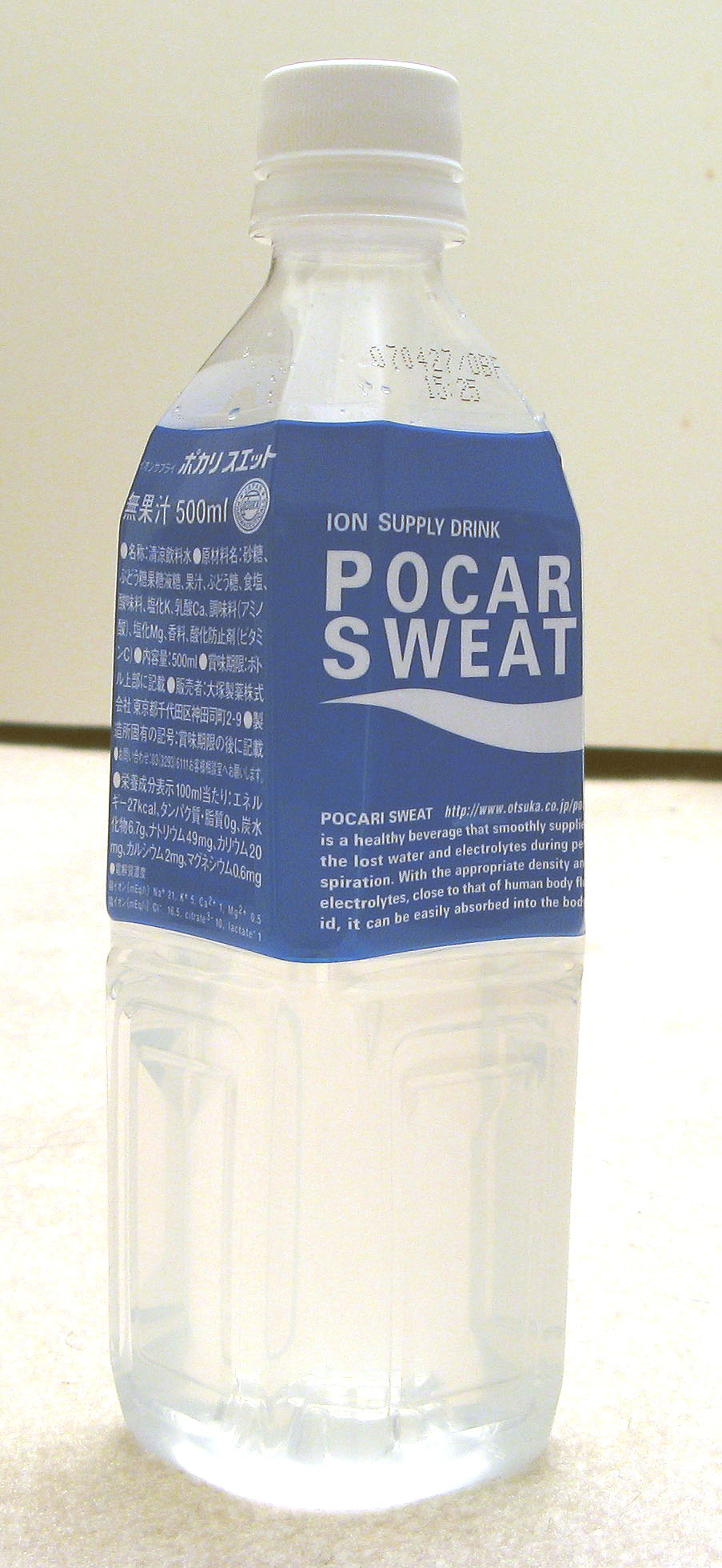
Bottiglia di Pocari Sweat venduta in Giappone
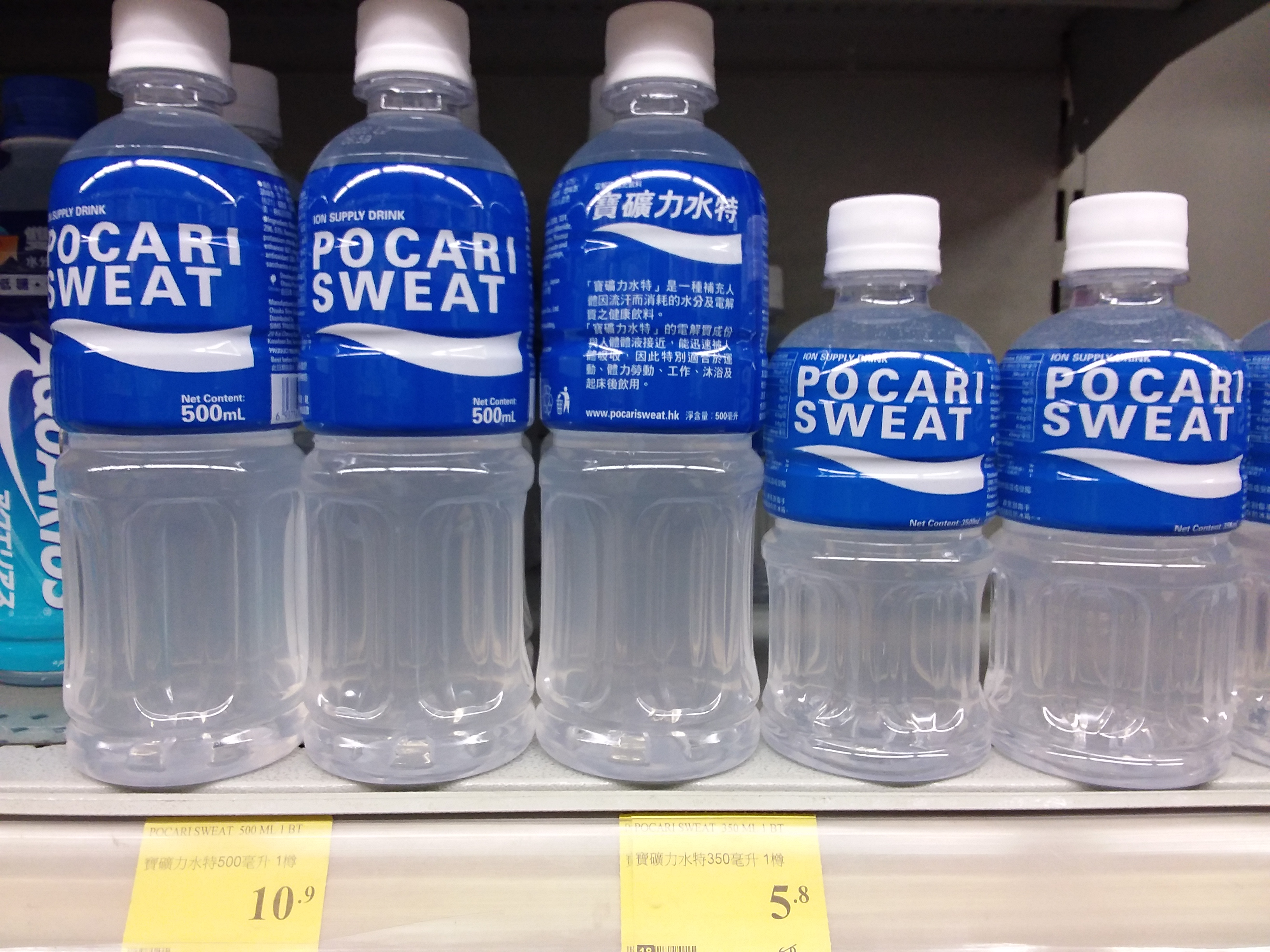
Bottiglie di Pocari Sweat vendute a Hong Kong (寶礦力水特T, bǎokuànglì shuǐtèP)
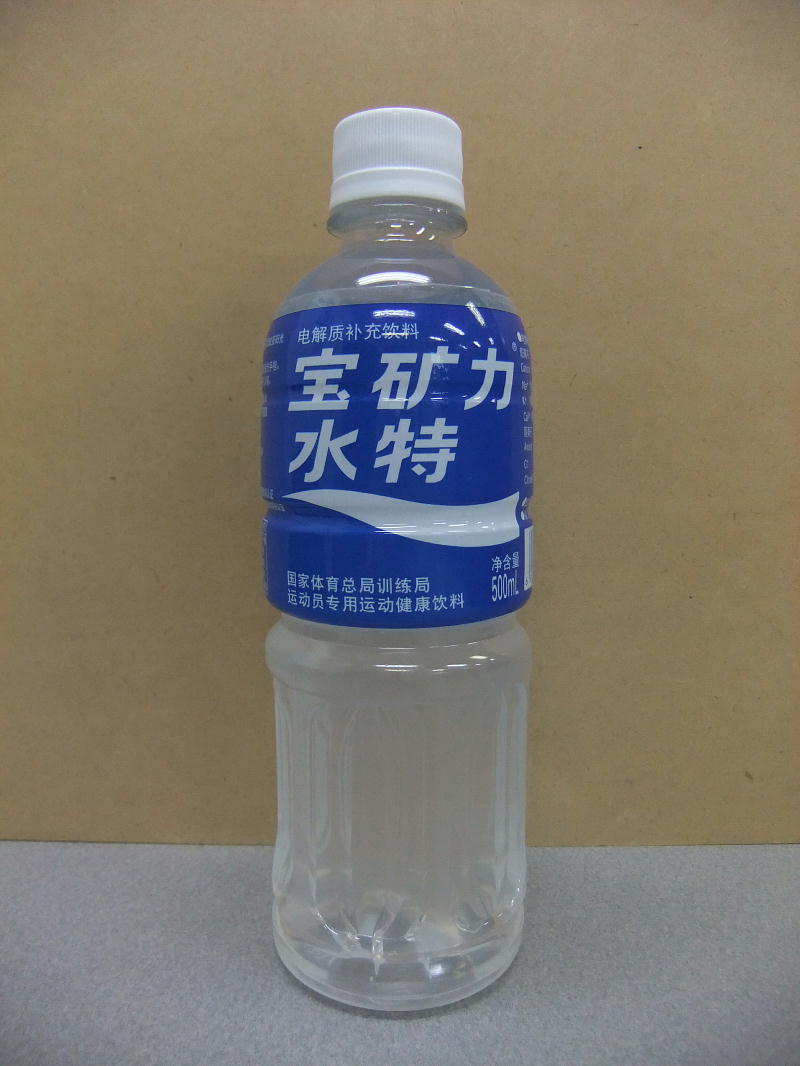
Bottiglia di Pocari Sweat venduta in Cina (宝矿力水特S, bǎokuànglì shuǐtèP)